# Aéroport de Sourgout
L'aéroport de Sourgout (code IATA : SGC • code OACI : USRR) est un aéroport de Khantys-Mansis, en Russie situé à 10 km au nord de Sourgout. En 2008, cet aéroport a géré 1 013 179 passagers.

## Situation

### Carte des aéroports russes
| \| 50 km1:1 791 000 \| Koursk Abakan Anapa Pskov Arkhangelsk Astrakhan Barnaoul Belgorod Blagoveshchensk Bratsk Grozny Guelendjik Iakoutsk Iékaterinbourg Ijevsk Ioujno-Sakhalinsk Irkoutsk Kaliningrad Kazan Kemerovo Khabarovsk Khanty-Mansiïsk Krasnodar Krasnoïarsk Magadan Magnitogorsk Makhachkala Mineralnye Vody Mirny Moscou · SVO Moscou · DME Moscou-VKO Mourmansk Narian-Mar Nijnekamsk Nijnevartovsk Nijni Novgorod Noïabrsk Alykel Novokouznetsk Novossibirsk Novy Ourengoï Omsk Orenbourg Oufa Oulan-Oude Oulianovsk Perm Petropavlovsk-Kamtchatski Rostov · sur-le-Don Sabetta Saint-Pétersbourg Salekhard Samara Saratov Simferopol Sotchi Sourgout Stavropol Kyzyl Syktyvkar Tcheliabinsk Tchita Tioumen Tomsk Vladivostok Volgograd Voronej |
| 50 km1:1 791 000 |

## Statistiques
Pour des raisons techniques, il est temporairement impossible d'afficher le graphique qui aurait dû être présenté ici.

Voir la requête brute et les sources sur Wikidata.

## Galerie

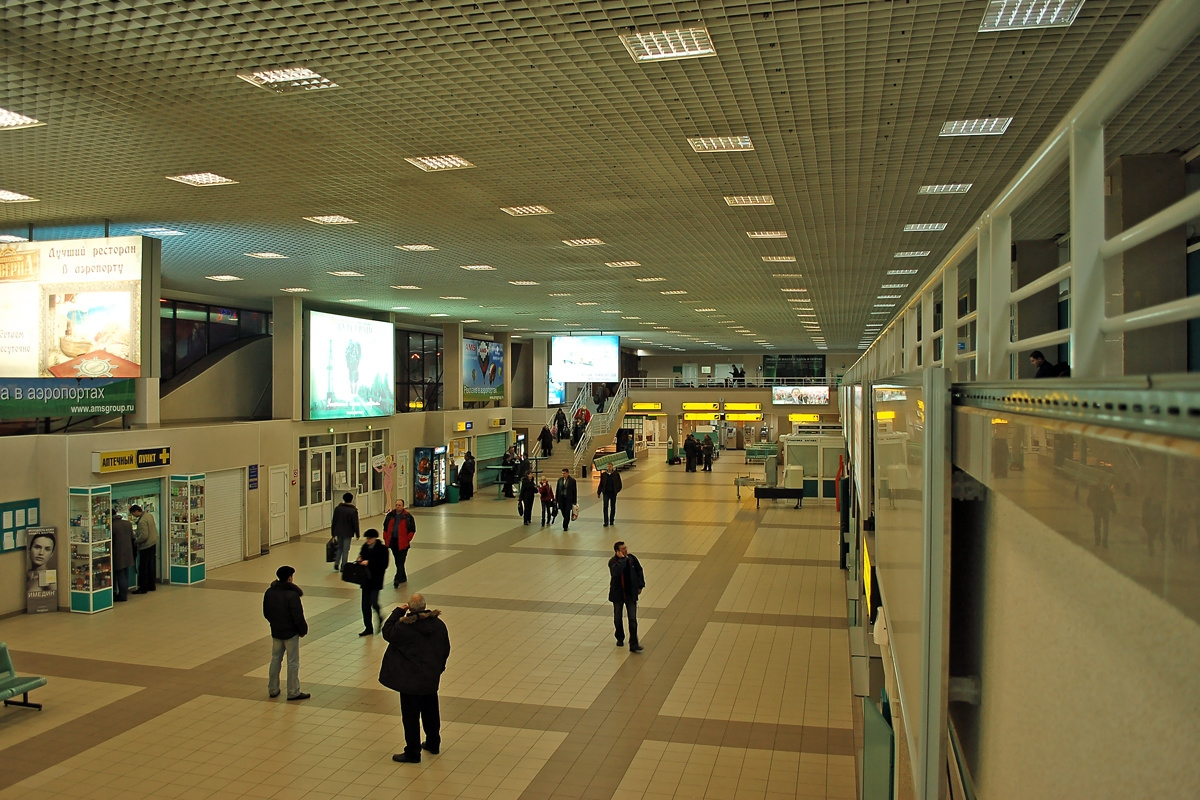
À l'intérieur du terminal de l'aéroport.
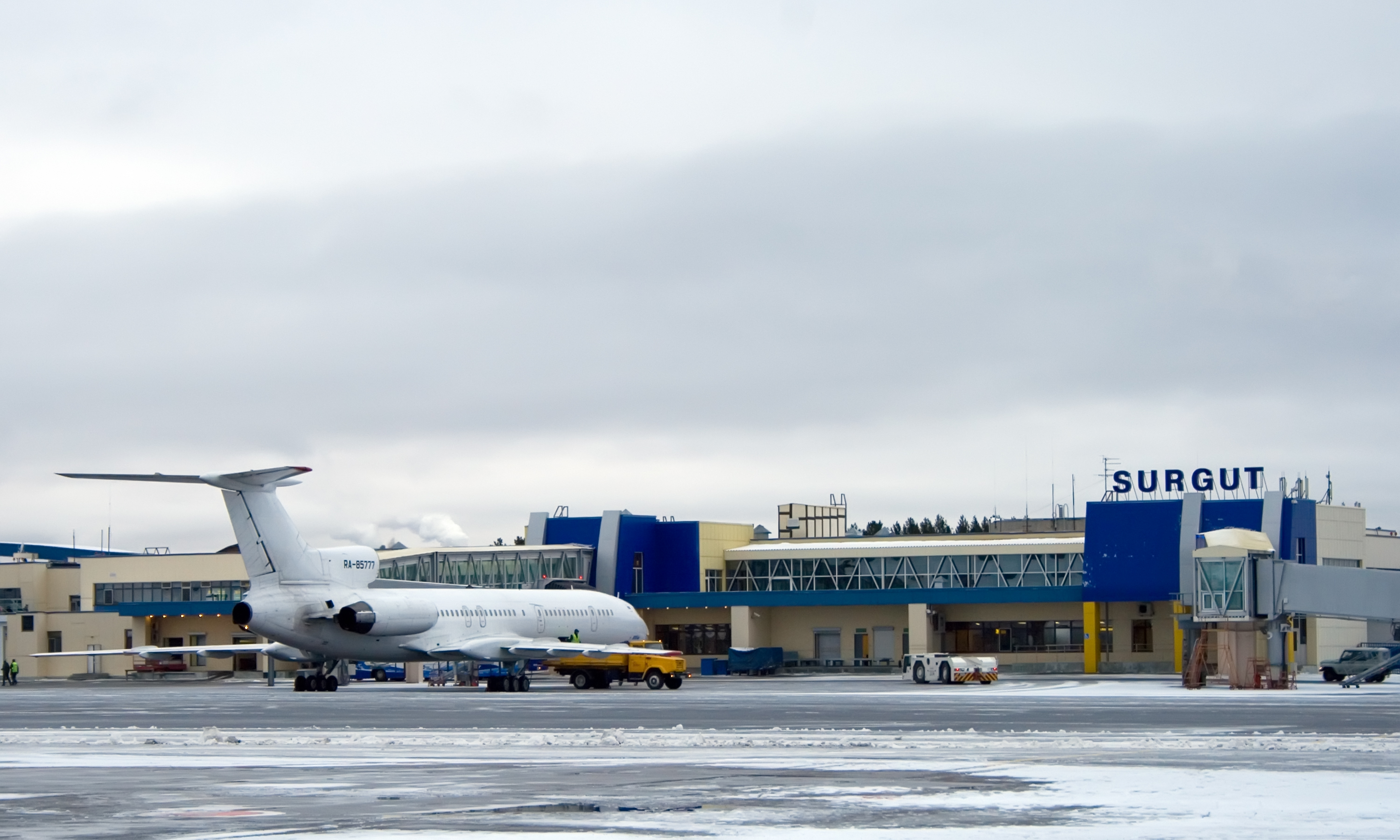
Le terminal principal de l'aéroport.
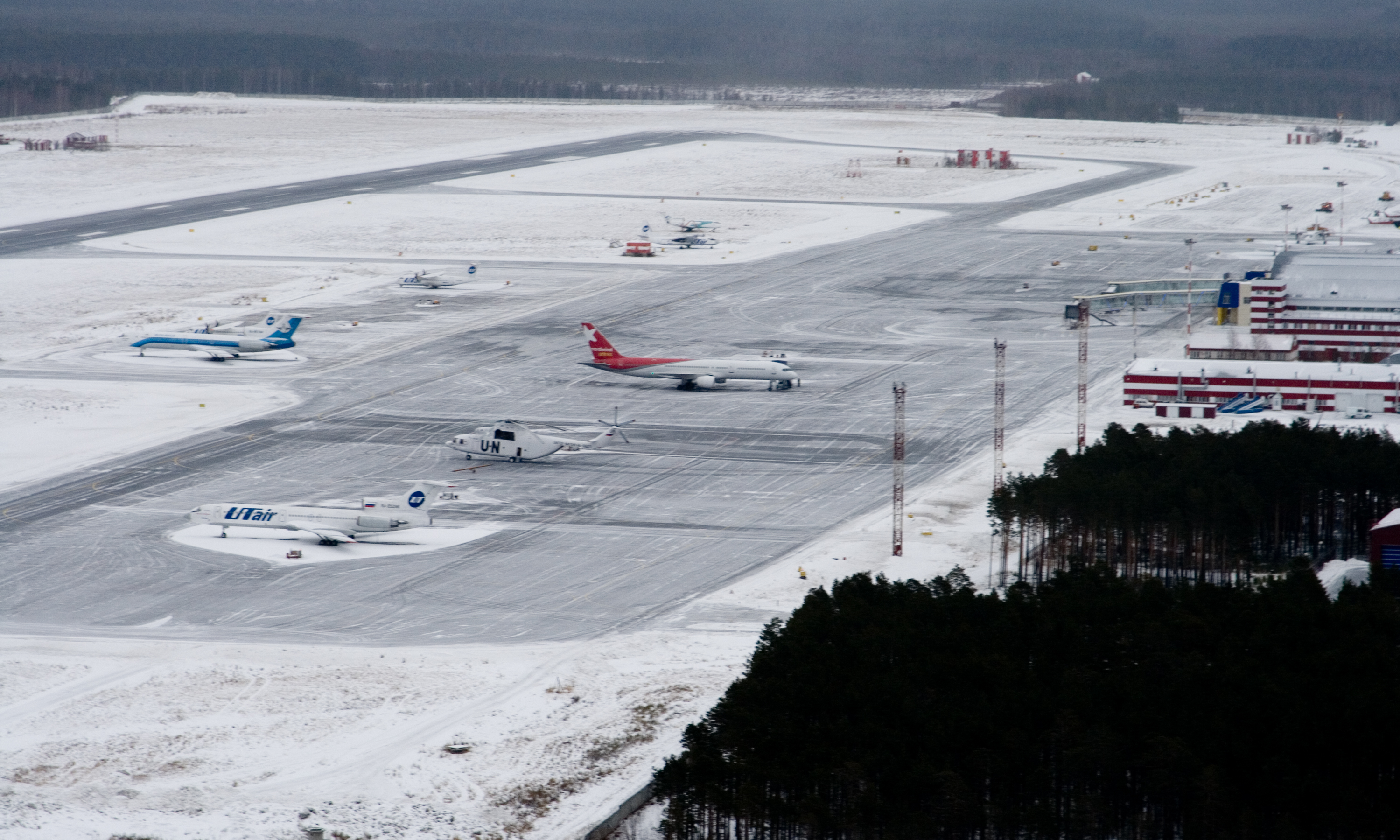
Aéronef stationné sur l'aéroport.

## Compagnies aériennes et destinations
| Compagnies           | Destinations |
| -------------------- | --- |
| Aeroflot             | Moscou Chérémétiévo |
| Air Kyrgyzstan       | Bichkek Manas, Och |
| Avia Traffic Company | Bichkek Manas, Och |
| NordStar             | Krasnoïarsk-Iémélianovo, Tomsk-Bogachevo |
| Pobeda               | Makhatchkala, Moscou-Vnoukovo |
| Rossiya Airlines     | Saint-Pétersbourg-Poulkovo |
| S7 Airlines          | Novossibirsk-Tolmatchevo |
| SCAT Airlines        | Taraz |
| Somon Air            | Khodjent |
| Ural Airlines        | Moscou-Domodédovo, Oufa |
| Utair                | - Bakou-H. Aliyev, - Barnaoul, - Irkoutsk, - Khodjent, - Krasnodar-Pashkovsky, - Krasnoïarsk-Iémélianovo, - Moscou-Vnoukovo, - Nijni Novgorod-Strigino, - Novossibirsk-Tolmatchevo, - Omsk, - Saint-Pétersbourg-Poulkovo, - Tomsk-Bogachevo, - Tioumen-Roshchino, - Oufa, - Iékaterinbourg-Koltsovo En saison : - Anapa, - Guelendjik, - Makhatchkala, - Minsk, - Samara-Kouroumotch, - Sotchi-Adler, - Erevan-Zvarnots |
| UVT Aero             | Bougoulma, Perm, Sotchi-Adler, Voronej (en) |
| Yamal Airlines       | Simféropol |

Édité le 04/10/2019